# Medienlöwin
Medienlöwin (Eigenschreibweise MedienLÖWIN) ist ein jährlich vergebener österreichischer Journalistenpreis. Seit 2006 wird der undotierte Journalistenpreis MedienLÖWIN jährlich vom Österreichischen Journalistinnenkongressin Kooperation mit Österreichische Lotterien vergeben.
Die Löwin in Silber ist für Journalistinnen jeden Mediums EU-weit. Die Löwin in Gold ist für Medienfrauen in Österreich. Der Medienlöwe ist für Medien und Redaktionen in Österreich.

## Preisträgerinnen
Im Folgenden werden die bisherigen Preisträgerinnen der „Medienlöwin“ gelistet.
- 2006: Elfriede Hammerl und Gertraud Leimüller
- 2007: Alexandra Bader, Sibylle Hamann und Susanne Leiter (Zusatzpreis Finanzlöwin)
- 2008: Sigrun Reininghaus-Cussac und Bettina Pfluger (Zusatzpreis Finanzlöwin)
- 2009: Ulla Gerrit Ebner
- 2010: Christa Hofmann
- 2011: Sandra Baierl, Andrea Hlinka, Nicole Thurn und Teresa Richter-Trummer (Kurier-Team)
- 2012: Anneliese Rohrer (Lebenswerk), Simone Schöndorfer (Nachwuchs) und Verena Kainrath[3]
- 2013: Barbara Coudenhove-Kalergi (Lebenswerk) und Karin Strobl
- 2014: Antonia Rados[4] (Gold) und Eva Roither (Silber)
- 2015: Kathrin Zechner (Gold), Karin Zauner (Silber)[5]
- 2016: Sibylle Hamann (Gold), Elisa Vass (Silber)[6]
- 2017: Gabi Waldner (Gold), Elisabeth Gamperl und Pia Ratzesberger (Silber)[7]
- 2018: Lisa Totzauer (Gold), Ruth Eisenreich (Silber)[8]
- 2019: Corinna Milborn (Gold)[9]
- 2020: Petra Stuiber (Gold), Fulya Çayir und Mona Fromm (Silber)
- 2021: Eva Linsinger (Gold), Marianne Waldhäusl (Silber)
- 2022: Lou Lorenz-Dittlbacher  (Gold), Sophia Maier (Silber)[10]
- 2023: Alexandra Föderl-Schmid (Gold), Jelena Pantić-Panić, Eda Öztürk und Lukas Rapf (Silber)[11]
- 2024: Ulla Kramar-Schmid (Gold), Ursula Duplantier (Silber) für die Arte-Dokumentation Feindbild Frau[12]